# Lyoness
Lyoness és una marca registrada d'un grup en expansió dedicada al Marketing Multinivell des del 2003 d'estructures corporatives (principalment empreses privades o societats de responsabilitat limitada) amb seu a Àustria. Lyoness comprèn com a mínim 7 companyies registrades a Suïssa, 9 companyies registrades a Àustria i al voltant de 42 companyies més, nacionals i regionals, de tot el món. El nom ‘Lyoness' procedeix del regne de la mitologia celta ‘Lyonesse’.
La companyia principal es va denominar ‘Lyoness Holding Europe AG’ i va ser registrada l'any 2003 per Iwan J. Ackermann, Max Meienberg i Uwe Proch. El 2004, Hubert Freidl, el director executiu de Lyoness, conegut públicament, va obtenir el lloc de director de la companyia. El conjunt d'entitats que componen Lyoness té una facturació anual estimada en 1.200 milions d'euros (dades de 2012), amb un volum de membres de 4 milions (amb data de juliol de 2014). Lyoness funciona activament en l'actualitat en més de 46 països repartits pels 5 continents.

## Model de negoci
Lyoness controla una comunitat de compres internacional i intersectorial . Els participants reben descomptes en comprar a empreses afiliades a Lyoness a través de quatre sistemes diferents :
- Targeta de fidelització, targeta de descomptes per a ús en els establiments comercials Lyoness
- Vals regal, emesos per les empreses afiliades: El Corte Inglés, Carrefour, Sporeka (Decathlon), Toys'R us, Solred, Intimissimi (només online), etc. en el cas d'Espanya.
- Val mòbil, pagaments de compres en establiments comercials Lyoness, mitjançant l'aplicació mòbil Lyoness Mobile
- Compra online, en els establiments comercials Lyoness des dels quals s'accedeix mitjançant la pàgina web de Lyoness.

La comunitat de compres Lyoness compta actualment (amb data de setembre de 2014) amb aproximadament quatre milions de membres a tot el món segons les estimacions Aquestes persones reben descomptes mentre realitzen les seves compres entre les 40.000 empreses afiliades amb més de 250.000 cashback points. A través del sistema de descomptes, els membres de Lyoness reben reemborsaments directes d'un 1% o un 2% en forma de crèdit per cada compra que realitzin en una empresa afiliada a Lyoness. El total de descomptes obtinguts ha de ser igual o superior a 10 € perquè es transfereixi al compte bancari del membre de Lyoness.
A més dels descomptes que reben els membres de Lyoness per les seves compres personals, també reben un 0,5% de comissió per les compres que facin els amics o persones que han accedit a Lyoness per recomanació seva i un 0,5% per les compres que realitzen els amics dels seus amics, Lyoness denomina a aquest sistema ‘Bono amigo’ i funciona únicament en 2 nivells, directes i indirectes.
A més del descompte del 1-2% que reben els membres de Lyoness, es transfereix un percentatge de les despeses que fan els clients a empreses afiliades a Lyoness al sistema de compensació de Lyoness (un sistema en el que els descomptes sobrants es guarden).
Per poder gaudir dels beneficis addicionals Lyoness hi ha dues opcions: realitzar un consum de 20000 € (any natural) en establiments comercials Lyoness o, fer una bestreta de compra de 2000 € en descomptes de compres futures. Si es compleixen algun d'aquests dos requisits es converteix en 'Afiliat de Negoci' i per això Lyoness el premiarà amb diferents bonificacions, únicament per comprar i recomanar.
Els establiments comercials afiliats, que ofereixen descomptes als membres de Lyoness, han d'abonar 2.000 € aprox. per poder oferir el descompte Lyoness, el preu inclou la tablet amb l'aplicació de Lyoness per registrar les compres dels clients, 250 targetes de fidelitat de Lyoness amb el logo de l'establiment nou adherit i publicitat a nivell mundial, mitjançant la localització per GPS que ofereix l'aplicació per a smartphones Lyoness Mobile.

## Implicació social
Cada compra que realitzen els membres de Lyoness a les empreses afiliades, reporta beneficis a la Fundació Lyoness per a Nens i les seves Famílies ("Child & Family Foundation" (una organització benèfica creada per Lyoness) i la “Lyoness Greenfinity Foundation” (una organització creada per Lyoness que promou la sostenibilitat).
Lyoness, juntament amb la seva Fundació Greenfinity, és el principal patrocinador del torneig de golf anual Austrian Open, que actualment es coneix com a Lyoness Open. Aquest torneig forma part del tour europeu de 2013. El 2012, es va signar un contracte que estipulava el patrocini durant tres anys més (fins a 2014). Lyoness patrocinaba a més la ‘Lliga Europea Junior’, una competició de futbol europea per a equips junior.